# Тохтамыш
Тохтамы́ш (Токтамыш, Токтомуш, Тахтамыш, Тотамих, Тактамыш, توقتمش‎; умер в 1406, вблизи города Чинги-Тура) — хан Золотой Орды в 1380—1395 годах, хан Тюменского ханства в 1396—1406 годах, один из потомков Тука-Тимура, тринадцатого сына Джучи, старшего сына Чингисхана.
Слово «токтамыш» переводится с тюркских языков как «остающийся» (токта — останься, остановись, стоп).

## Приход к власти
Чингизид Тохтамыш был сыном оглана Туй-Ходжи, правителя Мангышлака и влиятельного ханзады при Урус-хане. После того, как Туй-Ходжа был казнён по приказу Урус-хана за неповиновение, молодой Тохтамыш, опасаясь за свою жизнь, в 1376 году бежал в Самарканд к правителю Мавераннахра Тимуру (Тамерлану).
В 1377 году Тохтамыш при поддержке эмира Тимура приступил к завоеванию Золотой Орды. Однако в первом же сражении, несмотря на гибель белоордынского царевича Кутлуг-Буги, сына Урус-хана, Тохтамыш был разбит и бежал к Тимуру. Вскоре он во главе более сильной армии, предоставленной ему Тимуром, вторично вторгся в Золотую Орду. Однако хан вновь был разбит сыном Урус-хана Токтакией и укрылся у Тимура. Урус-хан потребовал от эмира под угрозой войны выдать ему Тохтамыша, однако Тимур отказался.
Тимур сам стал готовиться к походу в Золотую Орду против Урус-хана и вскоре вторгся в её пределы и расположился у Сыгнака напротив войск Урус-хана. Однако, ввиду сильных морозов воины не способны были держать в руках оружие, и Тамерлан отложил завоевание Орды до весны. В следующем году решительного столкновения вновь не произошло, так как Урус-хан внезапно скончался. После кратковременного правления Токтакии на золотоордынский престол вступил Тимур-Малик оглан. Тохтамыш во главе армии, данной ему Тимуром, вторгся в Орду, однако вновь был разгромлен, едва избежав гибели. Ввиду многочисленных пороков и слабостей Тимур-Малик быстро стал терять власть, благодаря чему Тимур счёл возможным вновь отправить Тохтамыша на покорение ордынского престола. Тохтамыш разгромил Тимур-Малика и стал правителем Белой Орды с центром в Сыгнаке.
Весной 1378 года, после того, как пала восточная часть со столицей в Сыгнаке, Тохтамыш вторгся в западную часть, контролируемую темником Мамаем. К апрелю 1380 года Тохтамыш сумел захватить всю Золотую Орду вплоть до Азова, включая столицу — Сарай-Берке.
В 1380 году Тохтамыш заключил с генуэзцами мирный договор, согласно которому в состав генуэзских владений в Северном Причерноморье включалось «капитанство Готия» — всё южное побережье Крыма — ранее принадлежавшее княжеству Феодоро.
Ко времени правления Тохтамыша относится возрождение золотоордынских городов в Нижнем Поволжье.
В ходе Куликовской битвы 8 сентября 1380 года беклярбек Мамай был разбит и потерял свою легитимность в лице хана Мухаммада Булака, который очевидно был убит. После Куликовской битвы Тохтамыш при помощи Тимура овладел престолом объединённой Золотой Орды. В битве при Калке в октябре или ноябре 1380 года разбил остатки войска беклярбека Мамая. Значительная часть войск Мамая без боя перешла на сторону Тохтамыша, как законного хана. После того как в Кафе Мамай был убит, Тохтамыш отправил послов в северо-западные улусы Золотой Орды, к русским князьям с известием о своём воцарении. Князья приняли ханских послов с честью и, в свою очередь, отправили своих послов с дарами для нового хана. Однако великий московский князь Дмитрий Иванович Донской не счёл нужным отправляться к новому правителю Золотой Орды для получения из его рук ярлыка на великое княжение. Последующие два года Русь и Орда существовали как две самостоятельные политические силы.
В XIV веке в районе города Кызы-Кермен (современный Берислав на территории нынешней Украины) была резиденция хана Тохтамыша Догангечит.

## Поход на Москву
В 1382 году Тохтамыш велел в Булгаре ограбить русских христианских гостей и захватить их суда, а сам с большим войском пошёл к Москве.
Нижегородский князь Дмитрий Константинович, узнав о походе Тохтамыша и, желая спасти свою землю от разорения, послал к нему своих сыновей Василия Кирдяпу и Семёна Дмитриевича. Олег Иванович, великий князь Рязанский, руководствуясь теми же мотивами, указал ему броды на Оке. Дмитрий Иванович Донской и Владимир Андреевич Храбрый уехали соответственно в Кострому и Волок Ламский для сбора войск. Митрополит Киприан укрылся в Твери. Тверской князь Михаил Александрович прислал к Тохтамышу посла с заявлением о покорности.
Когда Тохтамыш взял Серпухов, в Москве, ввиду полной её беспомощности, поднялся мятеж. На помощь москвичам пришёл состоявший на русской службе литовский князь Остей. 24 августа 1382 года Тохтамыш подошёл к городу. Два дня москвичи и литовцы упорно защищались. Однако Тохтамыш взял Москву хитростью, подослав нижегородских князей Василия Кирдяпу и Семёна Дмитриевича, которые поклялись, что Тохтамыш ничего дурного москвичам не сделает, если они сдадутся. 26 августа Москва сдалась. Обещание же не было исполнено: множество народа перебили, город разграбили. После этого татары взяли Переяславль, Владимир, Юрьев, Звенигород, Можайск и другие подмосковные города.
После того, как один из ордынских отрядов был разбит Владимиром Андреевичем Храбрым под Волоком Ламским, Тохтамыш ушёл в Орду, разграбив на обратном пути Рязанскую землю. 23 апреля в 1383 году Дмитрий Иванович отправил в Орду своего старшего сына Василия. За ярлыком на Великое княжение Владимирское ещё осенью 1382 года в Орду отправились Михаил Александрович Тверской с сыном Александром и брат Дмитрия Суздальского Борис Константинович Городецкий. Дмитрий Донской выплатил Тохтамышу дань за два прошедших с поражения Мамая года.

## Борьба с Тамерланом
Татары ещё несколько раз делали небольшие набеги на русскую землю, разграбили Рязань, но предпринять большой и серьёзный поход против Москвы Тохтамыш не мог, так как в это время вступил в борьбу с Тамерланом, которому он был обязан престолом. Опасаясь перехода Закавказья и Западного Ирана под власть противника, Тохтамыш предпринял в 1385 году вторжение в этот регион. Захватив Тебриз и разграбив его, хан отступил с богатой добычей; среди 90 000 пленников был и поэт Камол Худжанди.
В 1390-е годы Тимур (Тамерлан) нанёс ордынскому хану два жестоких поражения — на Кондурче (1391) и Тереке (1395) — после которых Тохтамыш лишился престола и был вынужден вести постоянную борьбу со ставленниками Тимура. После поражения Тохтамышу, видимо, удалось на короткий срок захватить власть в Сибирском ханстве или в части его улусов.
Тамерлан разрушил основные города Орды, её экономика была истощена, людские ресурсы оскудели в результате войны и последовавшего за ней голода. Власть Орды была подорвана не только в русских землях, но и в исконных улусах кочевников.

## Борьба с Едигеем
Сохранившийся ярлык показывает, что Тохтамыш обращался к Ягайло в 1393 году. В 1396 году, потерпев очередное поражение — от ставленника Тамерлана Койричака, занявшего традиционную столицу Золотой Орды Сарай-Берке, — Тохтамыш бежал в Великое княжество Литовское, и попросил Витовта о помощи в возвращении Орды в обмен на отказ от своего сюзеренитета над землями Северо-Восточной Руси в пользу ВКЛ.
Витовт, приняв под свое покровительство Тохтамыша, назначил для него местопребыванием город Лиду (1396—1399).  Хан жил в особом доме, сохранившем надолго название Тохтамышева двора. В начале XV века Тохтамышев двор была затоплен водами замкового пруда. В середине XIX века местность получила название Дзеканка или Деканка, здесь был построен дом для лидских деканов Римско-Католической церкви. Ныне территория в треугольнике между улицами Грюнвальдской и Ленинской и рекой Лидея.
Правивший на востоке в Хаджи-Тархане и Сарайчике Тимур Кутлуг с поддержкой могущественного эмира Тамерлана, Едигея, в 1396 или 1397 году изгнал ставленника Тамерлана Койричука и захватил Сарай. Теперь хан Тимур Кутлуг обладал дополнительным престижем владения традиционной столицей, Сараем — хотя город был опустошен вторжениями последних лет.
В то же время Тохтамыш, перегруппировавшись, вторгся из Литвы. В 1397 году он осадил генуэзскую Кафу в Крыму, а в следующем, 1398, воспользовавшись отсутствием Едигея, восстановил и владение Сараем, радостно сообщая через своих посланников о своём полном успехе. Однако уже в том же году он был разбит Тимуром Кутлугом и Едигеем, и снова бежал в Литву. Тимур Кутлуг с Едигеем, в свою очередь осадив Кафу и добившись там покорности, восстановили свой контроль над юго-западом Орды.
Витовт к тому времени уже успел совершить два похода на территорию разорённой Тамерланом Орды, в 1397 и 1398 годах, — успешных, но не принесших великому князю политических выгод. В первом походе Витовт достиг Черного моря и Крыма и без особого сопротивления взял несколько тысяч пленных. Половину этих пленников поселили близ Тракая, предоставив привилегию исповедовать свою веру. Общины их потомков, липков и караимов, сохранились до наших дней. В следующем, 1398 году, его армия, пройдя по Днепру, напала на северный Крым, и на восток дошла до реки Дон. Чтобы укрепить свои позиции, Витовт построил замок в устье Днепра.
Развитие событий в Орде шло на руку амбициям Витовта стать правителем всех русских земель. В лице Тохтамыша он видел инструмент своей экспансионистской политики, посредством которого, возможно, планировал  подчинить Золотую Орду своему политическому влиянию.
Как бы то ни было, Витовт поселил Тохтамыша и его последователей близ Вильно и Тракая (хотя многие из них покинули его, отправившись на Балканы, чтобы поступить на службу к османскому султану Баязиду I). Тохтамыш и Витовт подписали договор, в котором Тохтамыш подтвердил, что Витовт является законным правителем русских земель, которые когда-то были частью Золотой Орды, а теперь принадлежат Литве, и пообещал ему дань с русских княжеств в обмен на военную помощь для возвращения его трона. Возможно, в договоре все еще оговаривалось, что Витовт будет платить дань с этих русских земель, как только хан вернет себе трон.
Когда Тимур Кутлуг потребовал от литовского великого князя Витовта выдачи Тохтамыша, то получил грозный отказ: "Я не выдам царя Тохтамыша, но желаю лично встретиться с царем Темир-Кутлу". Вдохновленный своими предшествовавшими успехами, Витовт объявил "Крестовый поход против татар", и в мае 1399 года получил благословение от папы Бонифация IX.
Выступив в 1399 году на Орду, союзные войска Витовта вместе с татарами Тохтамыша разбил лагерь на реке Ворскле. Туда же подошло ногайское войско. Тимур Кутлуг, увидев мощь и многочисленность противника, поначалу начал переговоры о мире (по другой версии, переговоры велись в ожидании Едигея с подкреплением). Тем временем к реке подоспел Едигей со своими войсками и разорвал переговоры, убедив Тимур-Кутлуга продолжить борьбу. Возглавив ордынские войска, Едигей нанёс сокрушительное поражение Витовту 12 августа 1399 года в битве на Ворскле. Первыми с поля боя бежали войска Тохтамыша. Ордынцы преследовали остатки войск Витовта до города Киева. Тимур-Кутлуг взял с Киева 3000 рублей серебра литовского в окуп и, погромив Великое княжество Литовское до города Луцка, возвратился в свои улусы.
Тохтамыш окончательно утратил былое политическое влияние и в последние годы стал склоняться к миру с Тамерланом, недавно поссорившимся с Едигеем, и даже отправил к Тамерлану посольство. Поэтому Едигей после этой громкой победы не оставил Тохтамыша в покое, продолжая ожесточённо бороться с ним с переменным успехом.
Тамерлан умер в 1405 году, а Тохтамыш в шестнадцатом по счёту сражении с Едигеем и Чокре был окончательно разгромлен и убит в 1406 году.
Под 1406 годом архангелогородская летопись (входит в Устюжский летописный свод) сообщает (л. 215 об. — 216):

Тое же зимы царь Женибек уби Тактамыша в Сибирскои земли близ Тюмени, а сам седе на Орде.

## Ярлыки хана Тохтамыша

### Ярлык хана ТохтамышаЯгайло
Ярлык был найден в 1834 году К. М. Оболенским в московском главном Архиве министерства иностранных дел. Документ находился среди бумаг А. С. Нарушевича, находившихся некогда в Краковском коронном архиве.
Подлинник ярлыка состоит из двух листов лощёной бумаги. Длина первого листа — 39,6 см, ширина — 19,8 см. Длина второго листа — 41,8 см, ширина — 19,8 см. На обоих листах имеется знак бычьей головы. Текст выполнен чернилами уйгурским письмом на чагатайском языке на лицевых сторонах листов — 13 строк на первом листе и 12 строк на втором. На первом листе первая строка и первое слово шестой строки написаны золотом. Третья, четвёртая и пятая строка, следующие после упоминания имени адресата сдвинуты «вниз» (влево). Рядом с этими строками с правой стороны располагается золотой оттиск четырёхугольной печати (6×6 см). Печать состоит из двух квадратов, один из которых расположен внутри другого с текстом на арабском языке, выполненным куфическим шрифтом. Надпись во внутреннем квадрате — «Султан правосудный Токтамыш». Надпись во внешнем квадрате — «Во имя Аллаха милостивого, милосердного! Нет бога кроме Аллаха, Мухаммад посланник Аллаха. Да благословит его Аллах и да приветствует его!» На втором листе золотом написаны начало первой и шестой строк. Ярлык написан 20 мая 1393 года (год курицы, 8 раджаба 795).
Одновременно был обнаружен и ещё один ярлык, выполненный на сходной бумаге (знак бычьей головы перевёрнут), написанный западнорусским полууставом, имеющим сходное содержание, но не являющийся переводом.
Известен целый ряд переводов ярлыка на русский язык. В 1835 году такой перевод был выполнен О. М. Ковалевским, в 1837 году — А. К. Казем-Беком, в 1850 году — И. Н. Березиным, в 1888 году — В. В. Радловым. В 1927 году А. Н. Самойлович опубликовал работу в которой сделал некоторые уточнения к переводам И. Н. Березина и В. В. Радлова.
Наиболее часто цитируемыми переводами ярлыка являются переводы И. Н. Березина и В. В. Радлова:

Я, Токтамыш, говорю Ягайлу.
Для извещения о том, как Мы воссели на великое место, Мы посылали прежде послов под предводительством Кутлу Буги и Хасана и ты тогда же посылал к Нам своих челобитников. Третьего года послали некоторые огланы, во главе которых стояли Бекбулат и Коджамедин, и беки, во главе которых стояли Бекиш, Турдучак-берди и Давуд, человека по имени Эдугу к Темиру, чтобы призвать его тайным образом. Он пришёл на этот призыв и согласно их злонамерению послал им весть. Мы узнали об этом (только) тогда, когда он дошёл до пределов (нашего) народа, собрались, и в то время, когда Мы хотели вступить в сражение, те злые люди с самого начала пошатнулись и вследствие этого в народе произошло смятение. Все это дело случилось таким образом. Но Бог милостив был и наказал враждебных нам огланов и беков, во главе которых стояли Бекбулат, Коджамедин, Бекиш, Турдучак-берди и Давуд.
Для извещения об этих делах мы теперь посылаем послов под предводительством Хасана и Туулу Ходжи. Теперь ещё другое дело: Ты собирай дань с подвластных Нам народов и передай её пришедшим к тебе послам; пусть они доставят её в казну. Пусть по-прежнему опять твои купеческие артели разъезжают; это будет лучше для состояния великого народа.
Такой ярлык с золотым знаком мы издали. В год курицы, по летосчислению в 795-й, в 8 день месяца Реджеба, когда орда была в Тане, мы (это) написали.
— Радлов В. В. Ярлыки Токтамыша и Темир-Кутлуга // ЗВОРАО. 1888. Т. 3, С. 1—17

Ягайлу. Мы послали послов, из коих главные Котлубуга и Асан, дать знать о восшествии на великое место, и ты также послал к нам присланника. Третьего года нисколько Угланов, из коих важнейшие Бекбулат и Ходжа Медин, и Беки, из коих главные Бекгич и Турдучак Берди Давуд, отправив вперед человека, по-имени Идикгия, послали (без моего ведома) к Темирю. По тому требованию он выступил. Когда он, веруя в лукавое сердце и такой же язык их, пришёл тайно вперед мы, узнавъ, собрались; во время битвы прежде те дурные люди ушли с места, отчего и народ ушёл с места. Вот что было причиной бывшему до тех пор тому делу. Бог нас пожаловав, предал нам враждующих Угланов и Беков, из коих главные Бекбулат, Ходжа Медин, Бекгич и Турдучак Берди Давуд. Тепер мы послали послов, из коих главные Асан и Тулу Оджа, дать знать об этом случившемся. А далее
С подданных Нам волостей собрав выходы, вручи идущим послам для доставления в казну. Ещё по прежнему правилу (мои) негоцианты и твои купцы пусть ходят одни к другим: признавая это хорошим для Великого Улуса, мы утвердили грамоту с золотым знаком. Велено написать курячьяго года гиджры семьсот девяносто пятого ново-лунного месяца Реджеба восьмого дня, когда Орда была на Дону.
— Березин И. Н. Ханские ярлыки. 1. Ярлык хана Золотой Орды Тохтамыша к польскому королю Ягайлу. 1392—1993 г. Казань, 1850, С. 12
С проблемой точности перевода связан и вопрос места написания письма. О. М. Ковалевский, А. К. Казем-Бек, И. Н. Березин в своих переводах отмечают это место фразой «когда Орда была на Дону». В переводах В. Г. Тизенгаузена и В. В. Радлова в качестве места написания письма указывается Тан, под которым переводчики понимают город близь устья Дона (Азов). В последнем случае интерпретация является более убедительной, так как в известных случаях, когда документ составлялся на берегу реки (ярлык Тимура Кутлуга, письмо Улуг-Мухаммада, письмо Махмуд-хана), при обозначении места используются другие слова.
Подлинник в 1921 году был передан Польше.

### Ярлык Тохтамыша Бек-Ходжаю
Документ принадлежал крымскому владельцу Али Бею Булгакову и был представлен в качестве документа в Таврическое Дворянское Депутатское Собрание (ТГДДС):

…грамота Тохтамыша принадлежит к роду матери Али бея Булгакова, правнука трехбунчужного паши Абдувели бея, владельца Коккозской долины; семья также согласна передать грамоту правительству без компенсации.
— О. С. Маврина
Ярлык представляет собой свиток склеенный из четырёх листов плотной, желтоватой, лощёной с обеих сторон бумаги без филиграни. Листы имеют длину 33, 36,35,5 и 18 см. Сам свиток имеет длину 119 см и ширину 25,2 см. Текст выполнен чёрными чернилами изящным почерком дивани-джали, исполненным вязью. Текст имеет размер 21×90 см, справа имеются поля в 5 см. Длина полных строк достигает до 21 см, коротких — до 11 см. По алифу средняя высота букв составляет 1,5—2 см. Максимальная высота букв в инвокации — составляет 4—6 см. Между строками текста расстояние в 6—7 см. Расстояния между инвокацией и интитуляцией и между интитуляцией и основным текстом составляет 10—12 см. Написаны золотом инвокация, интитуляция, слово «хан» и заменяющие это слово местоимения.
На ярлыке два оттиска алой печати квадратной формы (12см×12см). Текст печати в целом соответствует тексту в печати на ярлыке хана Токтамыша к Ягайлу, за исключением того, что перед словом «султан» во внутреннем квадрате наблюдаются нечитаемые символы.
Первый оттиск расположен справа, напротив 7—8 строк текста и приходится на место скленного стыка 2 и 3 листа бумаги. Второй оттиск расположен на 4 листе бумаги, слева, на концах 14—15 строк.
Уже в конце 70-х годов прошлого века, несмотря на реставрацию, проведённую в 1970 году, исследователями отмечалась плохая сохранность документа по сравнению с его первоначальным состоянием (в 1843 году с него была снята факсимильная копия):

Предаюсь на Бога и уповаю на милость и благость его!

Тохтамышево слово.
Крымской области начальникам, во главе коих Кутлу-Буга, Бекам, духовным судьям, духовным законоведцам, настоятелям, старцам, секретарям палат, таможникам, весовщикам, букаулам, заставщикам, каким бы то ни было мастерам, всем.
Так как Тимур-Пулад повелел так: «владеющий сим ярлыком Бек Хаджи с принадлежащими ему людьми, все нами пожалованы (они платили в государственное казначейство ежегодно все какие бы то ни было требуемые расходы с надбавками). Отныне впредь да не налагают на Суткуль называемые „подушные“, да не требуют подвод и корму; да не требуют на амбары хлебного харчу; областные власти да не трогают никакого подчиненного Суткулю человека внутри Крыма, вне, на местах остановки; всем им вкупе сущим, ради освобождения их от требуемых расходов, оказывания покровительства и помощи, написания паизоваго тарханного ярлыка, вы все в этом случае оказывайте безпрекословное содействие Бек Хаджию», то посему делающие раскладку областных подушных непременно побоятся причинять беспокойство и обиду. Но если ты Бек Хаджи, говоря: я есемь вот как пожалован" станешь причинять насилие жалким беднякам, и тебе же доброго не будет. Так молвя, для держания дали краснопечатный ярлык. Орда находилась на Дону, на Ур-тубе, на степи. Писано в лето обезьяны девяносто четвёртого года месяца Зулькаада двадцать четвёртого.
— Тарханные ярлыки Тохтамыша, Тимур-Кутлука и Саадет-Гирея с введением, переписью и примечаниями, изданные И. Березиным, профессором Казанского университета. — Казань, 1851.
Документ хранится в Институте восточных рукописей РАН.

## Семья
Токтамыш — сын Туй-ходжи, сына Кутлуг-ходжи, сына Кунчека, сына Саричи, сына Уран-Тимура, сына Тука-Тимура, сына Джучи.
Жёны Токтамыша: Тагай-бике; Шукрэх-бике-ага — дочь амира Арсака; Урун-бике;
У Токтамыш-хана было восемь сыновей и пять дочерей:
1. Джелал ад-Дин;
2. Джаббар-Берди;
3. Кепек;
4. Керимберды;
5. Искандар;
6. Абу-Саид;
7. Кучик;
8. Кадыр-Берди;
9. Малика-ханча;
10. Ханинка;
11. Джанике-ханым;
12. Саадат-бек (Сайд-бике-ханча);
13. Кадиджа.